# فرودگاه ایالتی ایستن
فرودگاه ایالتی ایستن (به انگلیسی: Easton State Airport) یک فرودگاه همگانی بهره‌برداری هوایی با کد یاتا ESW است که یک باند فرود چمن دارد و طول باند آن ۸۰۵ متر است. این فرودگاه در شهر ایستون، واشینگتون کشور ایالات متحده آمریکا قرار دارد و در ارتفاع ۶۷۸ متری از سطح دریا واقع شده است.